# 波斯特馬斯堡
波斯特馬斯堡（Postmasburg），是南非的城鎮，位於該國北部，由北開普省負責管轄，距離格里夸鎮67公里，面積103.59平方公里，2001年人口13,692，人口密度每平方公里130人。
1892年6月6日成為鎮，其名稱是爲了紀念加爾文教會的教士Dirk Postma（1818-1890）。